# Romulus Maier
Romulus („Romi”) Maier (n. 15 iulie 1960 – d. 19 iulie 2018) a fost un editor, jurnalist și om de afaceri român în presa românească de IT, fondator al grupului editorial Agora Group, inițiator și director a numeroase reviste și publicații din domeniu, organizator de conferințe și evenimente de profil, pentru o perioadă de aproape treizeci de ani.
A absolvit Facultatea de Electrotehnică a Institutului Politehnic din Cluj-Napoca, promoția 1985, fiind al doilea după șeful de promoție.

## Publicații
- Revista if
- Revista PC Report
- Revista Open – Tehnologia Informației
- Revista ByteRomânia
- Revista Net Report
- Revista Gazeta de informatică
- Revista PC Magazine România
- Revista eWeek România
- Revista Channel Partner
- Suplimentul Zoom
- Anuarul SinteTIC
- Revista IT Trends
- Revista Digital Trends
- Revista Cybersecurity Trends

## Conferințe și evenimente IT
- Conferințele eLiberatica (2007-2009), dedicate GNU/Linux și altor categorii de Software liber

## Biografie
Romulus Maier s-a născut la 15 iulie 1960, în orașul Reghin și a copilărit în satul Maiorești din județul Mureș.
A decedat la 19 iulie 2018, fiind înmormântat în satul natal.